# Temporada 1994 de las Grandes Ligas de Béisbol
La Temporada 1994 de las Grandes Ligas de Béisbol comenzó el 25 de abril y finalizó el 11 de agosto con la huelga del béisbol de la MLB de 1994-95.
Fue la primera temporada jugada bajo el formato actual de tres divisiones en cada liga. También fue el primero con un juego de apertura nocturno en el que
participaron dos equipos de la Liga Nacional, que no se convirtieron en permanentes hasta 1996.

## Huelga
Como resultado de una huelga de jugadores, la temporada de MLB terminó prematuramente el 11 de agosto de 1994. No se jugó ninguna postemporada
(incluyendo la Serie Mundial). Liga menor de béisbol no se vio afectada. Más de 260 jugadores estaban programados para
exceder $ 1 millón en compensación en 1994.

## Temporada Regular
Liga Americana 
| División Este     | División Este | División Este | División Este | División Este | División Este | División Este |
| Equipo            | V             | D             | CTE           | JD            | LOCAL         | VISITA        |
| ----------------- | ------------- | ------------- | ------------- | ------------- | ------------- | ------------- |
| New York Yankees  | 70            | 43            | 0.619         | —             | 33–24         | 37–19         |
| Baltimore Orioles | 63            | 49            | 0.562         | 6½            | 28–27         | 35–22         |
| Toronto Blue Jays | 55            | 60            | 0.478         | 16            | 33–26         | 22–34         |
| Boston Red Sox    | 54            | 61            | 0.470         | 17            | 31–33         | 23–28         |
| Detroit Tigers    | 53            | 62            | 0.461         | 18            | 34–24         | 19–38         |

| División Central   | División Central | División Central | División Central | División Central | División Central | División Central |
| Equipo             | V                | D                | CTE              | JD               | LOCAL            | VISITA           |
| ------------------ | ---------------- | ---------------- | ---------------- | ---------------- | ---------------- | ---------------- |
| Chicago White Sox  | 67               | 46               | 0.593            | —                | 34–19            | 33–27            |
| Cleveland Indians  | 66               | 47               | 0.584            | 1                | 35–16            | 31–31            |
| Kansas City Royals | 64               | 51               | 0.557            | 4                | 35–24            | 29–27            |
| Minnesota Twins    | 53               | 60               | 0.469            | 14               | 32–27            | 21–33            |
| Milwaukee Brewers  | 53               | 62               | 0.461            | 15               | 24–32            | 29–30            |

| División Oeste    | División Oeste | División Oeste | División Oeste | División Oeste | División Oeste | División Oeste |
| Equipo            | V              | D              | CTE            | JD             | LOCAL          | VISITA         |
| ----------------- | -------------- | -------------- | -------------- | -------------- | -------------- | -------------- |
| Texas Rangers     | 52             | 62             | 0.456          | —              | 31–32          | 21–30          |
| Oakland Athletics | 51             | 63             | 0.447          | 1              | 24–32          | 27–31          |
| Seattle Mariners  | 49             | 63             | 0.438          | 2              | 22–22          | 27–41          |
| California Angels | 47             | 68             | 0.409          | 5½             | 23–40          | 24–28          |

Liga Nacional  
| División Este         | División Este | División Este | División Este | División Este | División Este | División Este |
| Equipo                | V             | D             | CTE           | JD            | LOCAL         | VISITA        |
| --------------------- | ------------- | ------------- | ------------- | ------------- | ------------- | ------------- |
| Montreal Expos        | 74            | 40            | 0.649         | —             | 32–20         | 42–20         |
| Atlanta Braves        | 68            | 46            | 0.596         | 6             | 31–24         | 37–22         |
| New York Mets         | 55            | 58            | 0.487         | 18½           | 23–30         | 32–28         |
| Philadelphia Phillies | 54            | 61            | 0.470         | 20½           | 34–26         | 20–35         |
| Florida Marlins       | 51            | 64            | 0.443         | 23½           | 25–34         | 26–30         |

| División Central    | División Central | División Central | División Central | División Central | División Central | División Central |
| Equipo              | V                | D                | CTE              | JD               | LOCAL            | VISITA           |
| ------------------- | ---------------- | ---------------- | ---------------- | ---------------- | ---------------- | ---------------- |
| Cincinnati Reds     | 66               | 48               | 0.579            | —                | 37–22            | 29–26            |
| Houston Astros      | 66               | 49               | 0.574            | ½                | 37–22            | 29–27            |
| Pittsburgh Pirates  | 53               | 61               | 0.465            | 13               | 32–29            | 21–32            |
| St. Louis Cardinals | 53               | 61               | 0.465            | 13               | 23–33            | 30–28            |
| Chicago Cubs        | 49               | 64               | 0.434            | 16½              | 20–39            | 29–25            |

| División Oeste       | División Oeste | División Oeste | División Oeste | División Oeste | División Oeste | División Oeste |
| Equipo               | V              | D              | CTE            | JD             | LOCAL          | VISITA         |
| -------------------- | -------------- | -------------- | -------------- | -------------- | -------------- | -------------- |
| Los Angeles Dodgers  | 58             | 56             | 0.509          | —              | 33–22          | 25–34          |
| San Francisco Giants | 55             | 60             | 0.478          | 3½             | 29–31          | 26–29          |
| Colorado Rockies     | 53             | 64             | 0.453          | 6½             | 25–32          | 28–32          |
| San Diego Padres     | 47             | 70             | 0.402          | 12½            | 26–31          | 21–39          |

## Premios y honores
- MVP
  - Frank Thomas, Chicago White Sox (AL)
  - Jeff Bagwell, Houston Astros (NL)
- Premio Cy Young
  - David Cone, Kansas City Royals (AL)
  - Greg Maddux, Atlanta Braves (NL)
- Novato del año
  - Bob Hamelin, Kansas City Royals (AL)
  - Raúl Mondesí, Los Angeles Dodgers (NL)
- Mánager del año
  - Buck Showalter, New York Yankees (AL)
  - Felipe Alou, Montreal Expos (NL)

## Líderes de la liga

### Liga Americana
Líderes de Bateo 
| Categoría           | Jugador       | Equipo | Marca |
| ------------------- | ------------- | ------ | ----- |
| Porcentaje de bateo | Paul O'Neill  | NYY    | .359  |
| Cuadrangulares      | Ken Griffey   | SEA    | 40    |
| Carreras Impulsadas | Kirby Puckett | MIN    | 112   |
| Carreras Anotadas   | Frank Thomas  | CHW    | 106   |
| Hits                | Kenny Lofton  | CLE    | 160   |
| Robo de Bases       | Kenny Lofton  | CLE    | 60    |

Líderes de Pitcheo 
| Categoría         | Jugador         | Equipo | Marca |
| ----------------- | --------------- | ------ | ----- |
| Victorias         | Jimmy Key       | NYY    | 17    |
| Derrotas          | Tim Belcher     | DET    | 15    |
| ERA               | Steve Ontiveros | OAK    | 2.65  |
| Ponches           | Randy Johnson   | SEA    | 204   |
| Entradas Lanzadas | Chuck Finley    | CAL    | 183.1 |
| Juegos salvados   | Lee Smith       | BAL    | 33    |

### Liga Nacional
Líderes de Bateo 
| Categoría           | Jugador       | Equipo | Marca |
| ------------------- | ------------- | ------ | ----- |
| Porcentaje de bateo | Tony Gwynn    | SDP    | .394  |
| Cuadrangulares      | Matt Williams | SFG    | 43    |
| Carreras Impulsadas | Jeff Bagwell  | HOU    | 116   |
| Carreras Anotadas   | Jeff Bagwell  | HOU    | 104   |
| Hits                | Tony Gwynn    | SDP    | 165   |
| Robo de Bases       | Craig Biggio  | HOU    | 39    |

Líderes de Pitcheo 
| Categoría         | Jugador              | Equipo  | Marca |
| ----------------- | -------------------- | ------- | ----- |
| Victorias         | Ken Hill Greg Maddux | MON ATL | 16    |
| Derrotas          | Andy Benes           | SDP     | 14    |
| ERA               | Greg Maddux          | ATL     | 1.56  |
| Ponches           | Andy Benes           | SDP     | 189   |
| Entradas Lanzadas | Greg Maddux          | ATL     | 202   |
| Juegos salvados   | John Franco          | NYM     | 30    |